# Susann Heinicke
Susann Heinicke es una deportista de la RDA que compitió en remo. Ganó dos medallas en el Campeonato Mundial de Remo, bronce en 1983 y plata en 1985.

## Palmarés internacional
| Campeonato Mundial | Campeonato Mundial | Campeonato Mundial | Campeonato Mundial |
| Año                | Lugar              | Medalla            | Prueba             |
| ------------------ | ------------------ | ------------------ | ------------------ |
| 1983               | Duisburgo (RFA)    | Medalla de bronce  | Ocho con timonel   |
| 1985               | Malinas (Bélgica)  | Medalla de plata   | Ocho con timonel   |